# Can You Please Crawl Out Your Window?
Can You Please Crawl Out Your Window? – piosenka skomponowana przez Boba Dylana, nagrana przez niego po raz pierwszy w lipcu 1965 i wydana najpierw jako singiel zamiast „Positively 4th Street”. Piosenka znana jest także jako „Please Crawl Out Your Window”.

## Historia i charakter utworu
Piosenka została nagrana na sesji 30 lipca 1965 r. w Columbia Studio A w Nowym Jorku. Była to jedna z sesji do albumu Highway 61 Revisited. Pierwotnym tytułem kompozycji był „The Continuing Saga of Baby Blue”.
Utwór w wersji z rozstrojoną gitarą znalazł się na pierwszej wersji albumu, czyli został już umieszczony na acetacie. Acetat ten liczył 11 piosenek i trwał ponad 55 minut i Dylan musiał podjąć decyzję odrzucenia niektórych utworów. Ostatecznie album ukazał się bez „Positively 4th Street” i „Can You Please Crawl Out Your Window?”
Ta wersja z Mikiem Blomfieldem pomyłkowo została wydana jako singiel „Positively 4th Street”.
Jest to jeden z najbardziej cynicznych utworów Dylana traktujących o drugiej płci. Nie jest to także kompozycja należąca do grupy najlepszych piosenek Dylana. Jednak cechuje ją ostra wyobraźnia poetycka i wspaniałe rymy wewnętrzne. Muzyka w stylu rocka garażowego doskonale koresponuje z dość, tym razem, jednoznaczną i wąską, bo ukierunkowaną, treścią piosenki.
Dylan powrócił do tej piosenki podczas sesji do albumu Blonde on Blonde. Nagrał ją ponownie na sesjach 5 października oraz 30 listopada 1965 r. w Columbia Studios w Nowym Jorku. Zespołem akompaniującym byli The Hawks. Ta pierwsza wersja ukazała się na singlu już pod własną nazwą oraz na albumie Biograph. Ta druga wersja była miksem stereofonicznym.
Piosenka ta przyczyniła się do zerwania na kilka lat przyjaźni pomiędzy Dylanem i Philem Ochsem. Podczas jazdy taksówką Ochs skrytykował kompozycję za błahą treść. Wściekły Dylan wyrzucił Ochsa z taksówki, dorzucił mu dobijającą go ocenę: Ty jesteś tylko dziennikarzem i odjechał z Davidem Blue.

## Muzycy
- Bob Dylan – gitara, harmonijka, pianino, wokal
- Mike Bloomfield – gitara
- Al Kooper – organy
- Paul Griffin – organy, pianino
- Bobby Gregg – perkusja
- Harvey Brooks – gitara basowa
- Sam Lay – perkusja
- Frank Owens – pianino, marakasy

## Dyskografia
Singiel
- Can You Please Crawl Out Your Window?/Highway 61 Revisited (21.12.1965)

Albumy
- Masterpieces (1978)
- Biograph (1985)
- The Essential Bob Dylan (2000)

## Koncerty, na których Dylan wykonywał utwór
1965
- 1 października 1965 – koncert w „Carnegie Hall” w Nowym Jorku z grupą The Hawks

## Wersje innych artystów
- Jimi Hendrix – BBC Sessions (1998)
- Patricia Paay – Born of Light (1975)
- Wilko Johnson – Ice on the Motorway (1981)
- Transvision Vamp – Little Magnets vs. the Bubble (1991)
- The Original Sins – Outlaw Blues (1992)
- Michel Montecrossa – Born in Time (2000)
- Carla Olson – Ring of Truth (2002)
- Les Fredkin – If Your Memory Serves You Well (2006)
- Hold Steady na albumie różnych wykonawców ze ścieżką dźwiękową z filmu – I’m Not There (2007)

## Listy przebojów
| Rok          | Singel                                  | Lista              | Pozycja |
| ------------ | --------------------------------------- | ------------------ | ------- |
| styczeń 1966 | „Can You Please Crawl Out Your Window?” | Billboard. Hot 100 | 58      |
| styczeń 1966 | „Can You Please Crawl Out Your Window?” | UK Chart           | 17      |